# Biskup morski
Ten artykuł dotyczy stworzenia, którego istnienia nie potwierdza współczesna zoologia.
Biskup morski, mnich morski lub ryba-biskup – potwór morski, który miał zostać znaleziony na wybrzeżu bałtyckim na początku XVI wieku. Zabrano go następnie do króla polskiego, który zażyczył sobie, aby go zatrzymać. Istota została również pokazana grupie biskupów katolickich, w kierunku których miała wykonać kilka gestów, najwyraźniej chcąc przekazać im, że pragnie wrócić do morza. Jej życzenie zostało spełnione. Zgodnie z przekazem Konrada Gesnera, biskup morski wykonał znak krzyża i zniknął w odmętach.
Istota miała zostać schwytana w wodach oceanicznych niedaleko niemieckiego wybrzeża w 1531. Pozostając w niewoli, biskup morski odmawiał przyjmowania pokarmów i umarł po trzech dniach.
Zachowała się również XVI-wieczna wzmianka na temat obserwacji biskupa morskiego u wybrzeży Polski.
Historia związana z tą istotą, jak również ilustracja ją przedstawiająca znalazła się w czwartym tomie Historia Animalium Konrada Gesnera.
Istnieje duże prawdopodobieństwo, że w rzeczywistości wyłowiono rybę spodoustą z rodzaju Rhinobatos (Rocha) zwaną rybą-gitarą (guitarfish) lub rybą-biskupem. Ryby te osiągają wielkość 2 metrów, a przednia część ich ciała oglądana od spodu przypomina twarz humanoida, z którym była niejednokrotnie kojarzona.